# Hegnenberg-Dux (Adelsgeschlecht)

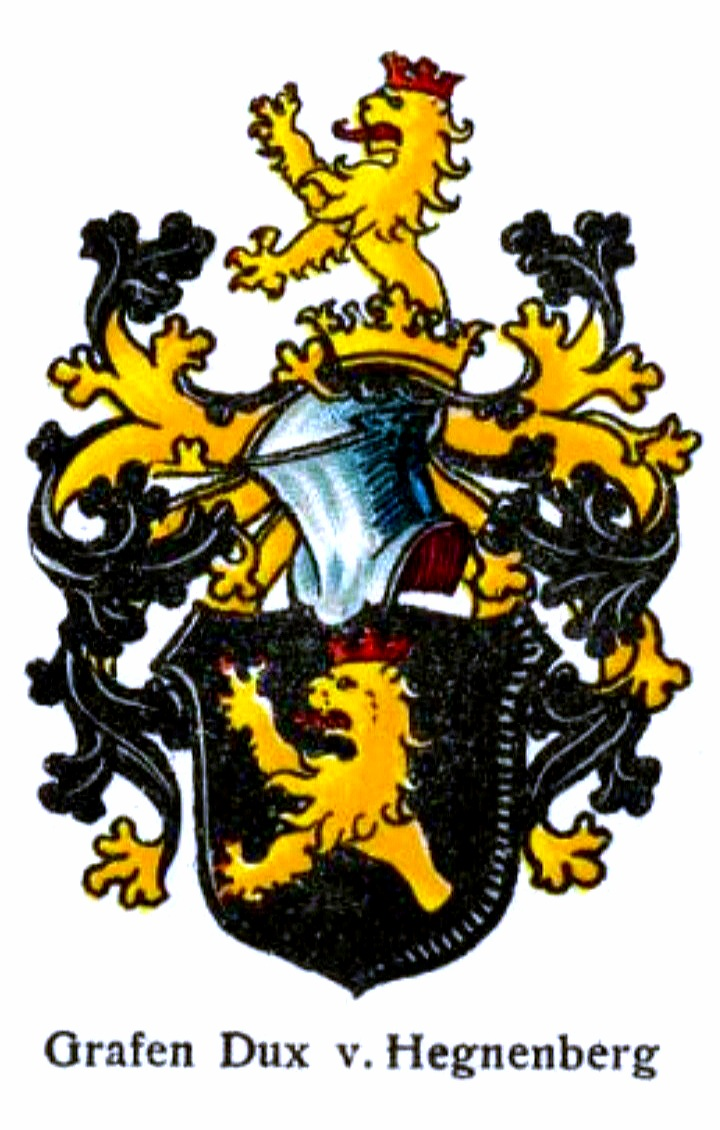
Der halbe pfalzgräfliche Löwe der Wittelsbacher diente dem später gräflichen Geschlecht als Stammwappen

Hegnenberg-Dux ist der Name eines bayerischen Adelsgeschlechts, das 1673 in den Freiherren- und 1790 in den Grafenstand erhoben wurde und 1902 im Mannesstamm erlosch.

## Geschichte
Georg von Hegnenberg ist Stammvater des Geschlechts. Er wurde als nichtehelicher Sohn des bayerischen Herzogs Wilhelm IV. und Margarethe Hausner von Stettberg ca. 1509 (nach anderen Quellen 1511) geboren. Georg kam als Page an den Hof Kaiser Karl V. und wuchs in unmittelbarer Umgebung des Kaisers auf. Bei der Schlacht bei Pavia (1525) erkannte er König Franz I. von Frankreich an seinem Armband und half bei dessen Gefangennahme mit. Zur Erinnerung durfte Georg nun ein Wappen führen, auf dem sowohl der mit einem Fürstenhut bekrönte Löwenrumpf (geminderter wittelsbachischer Pfälzer Löwe) als auch vier Bourbonenlilien an seine militärische Bewährungsprobe erinnern sollen. Er nannte sich nun Ritter Georg Dux (lateinisch „Dux“ (deutsch „Herzog“) verweist auf seine herzogliche Abstammung).
Der bayerische Kurfürst Ferdinand Maria erhob am 2. Oktober 1673 Georgs Nachkommen, den kurfürstlichen Rat und Wildmeister Friedrich Peter von Hegnenberg-Dux für sich und seine Erben in den Freiherrnstand. Kurfürst Karl Theodor ernannte dann als Reichsvikar am 3. September 1790 den bayerischen wirklichen geheimen Rat, Georg Anton Ludwig von Hegnenberg-Dux (1749–1819) zum Reichsgrafen.
Friedrich von Hegnenberg-Dux, Besitzer der Hofmark Hegnenberg, war unter anderen Außenminister und Vorsitzender im Ministerrat des Königreiches Bayern. Mit seinem Sohn Lothar von Hegnenberg-Dux erlosch die Familie 1902 im Mannesstamm.

## Träger des Namens
- Georg von Hegnenberg, genannt Dux († 1596), natürlicher Wittelsbacher, Begründer des Adelsgeschlechtes Hegnenberg-Dux
- Georg Anton Ludwig von Hegnenberg-Dux (1749–1819), bayerischer Grundbesitzer und wirklicher geheimer Rat
- Georg Maximilian von Hegnenberg-Dux (1775–1835), bayerischer Grundbesitzer, Oberst und Abgeordneter
- Friedrich von Hegnenberg-Dux (1810–1872), bayerischer Grundbesitzer und Politiker